# Bitwa pod Ballynahinch
Bitwa pod Ballynahinch – starcie zbrojne, które miało miejsce w trakcie rewolucji irlandzkiej, na obrzeżach miasta Ballynahinch w dniach 12–13 czerwca 1798 roku pomiędzy rebeliantami irlandzkimi a wojskami brytyjskimi oraz milicją z Monaghan.

## Tło
Dowódcą sił irlandzkich był pochodzący z Lisburn Henry Munro, Irlandczyk oraz członek Zjednoczenia Irlandzkiego bez doświadczenia wojskowego. Munro objął dowództwo po tym jak 5 czerwca oddziały brytyjskie aresztowały Williama Steel Dicksona. 9 czerwca, po zwycięstwie rebeliantów pod Saintfield, Munro i jego oddział dołączyli do reszty rebeliantów w okolicach Ballynahinch – ich siły były oceniane na ponad 4 000 ludzi. W odpowiedzi siły brytyjskie w sile około 2000 żołnierzy wyruszyły z Belfastu i Downpatrick w celu starcia z rebeliantami.

## Bitwa
Bitwa rozpoczęła się w nocy 12 czerwca, kiedy to Brytyjczycy zajęli dwa okalające Ballynahinch wzgórza oraz rozpoczęli ostrzał artyleryjski miasta. Wkrótce po tym irlandzcy oficerowie próbowali wywrzeć presję na Munro, aby ten rozpoczął nocny atak na pozycje brytyjskie. Mimo próśb swoich oficerów, Munro odmówił wykonania ataku. Konsekwencją tej decyzji było rozczarowanie wielu walczących rebeliantów, którzy rozpierzchli się po swych pozycjach.
Wraz z nastaniem świtu Irlandczycy zaatakowali pozycje brytyjskie, odnosząc nawet pewne sukcesy. Mimo tego siły rebelianckie zagubiły się na polu walki, próbując następnie chaotycznie wycofać się na swoje pozycje. Brytyjczycy, widząc zaistniałą sytuację, dokonali przegrupowania swoich sił i zamienili odwrót rebeliantów w masakrę, wygrywając tym samym bitwę.
Starty po stronie irlandzkiej były wysokie i są oceniane na ponad 400 zabitych. Brytyjczycy w walce stracili około 40 żołnierzy. Po bitwie Henry Munro został wzięty do niewoli, a następnie 16 czerwca powieszony.